# Mark Semioli
Mark Semioli (Brooklyn, 20 marzo 1968) è un allenatore di calcio ed ex calciatore statunitense di ruolo difensore.

## Carriera
Dopo aver giocato con società minori nelle leghe statunitensi, nel 1996 Semioli passa al L.A. Galaxy con cui rimane fino al 1997 e collezionando 45 presenze, siglando tre reti. Il 17 giugno 1997 passa al MetroStars con cui rimane fino al momento del ritiro dal calcio, annunciato nel novembre 2001. Con i MetroStars ha collezionato in totale 87 presenze e siglato quattro reti.

## Statistiche
Statistiche aggiornate al 17 novembre 2001.
| Stagione                  | Squadra                   | Campionato                | Campionato | Campionato | Coppe nazionali | Coppe nazionali | Coppe nazionali | Coppe continentali | Coppe continentali | Coppe continentali | Altre coppe | Altre coppe | Altre coppe | Totale | Totale |
| Stagione                  | Squadra                   | Comp                      | Pres       | Reti       | Comp            | Pres            | Reti            | Comp               | Pres               | Reti               | Comp        | Pres        | Reti        | Pres   | Reti   |
| ------------------------- | ------------------------- | ------------------------- | ---------- | ---------- | --------------- | --------------- | --------------- | ------------------ | ------------------ | ------------------ | ----------- | ----------- | ----------- | ------ | ------ |
| 1996                      | LA Galaxy                 | MLS                       | 28+5       | 3          |                 | -               | -               |                    | -                  |                    |             | -           | -           | 3      | 0      |
| feb.-giu. 1997            | LA Galaxy                 | MLS                       | 12         | 0          |                 | -               | -               |                    | -                  |                    |             | -           | -           | 12     | 0      |
| Totale Los Angeles Galaxy | Totale Los Angeles Galaxy | Totale Los Angeles Galaxy | 45         | 3          |                 | -               | -               |                    | -                  | -                  | -           | -           | -           | 45     | 3      |
| giu.-dic. 1997            | MetroStars                | MLS                       | 17         | 2          | USOC            | 2               | 0               |                    | -                  |                    |             | -           | -           | 19     | 2      |
| 1998                      | MetroStars                | MLS                       | 10         | 0          | USOC            | 1               | 0               |                    | -                  |                    |             | -           | -           | 11     | 0      |
| 1999                      | MetroStars                | MLS                       | 24         | 2          | USOC            | 1               | 0               |                    | -                  |                    |             | -           | -           | 25     | 2      |
| 2000                      | MetroStars                | MLS                       | 16+2       | 0          | USOC            | -               | -               |                    | -                  |                    |             | -           | -           | 18     | 0      |
| 2001                      | MetroStars                | MLS                       | 13+1       | 0          | USOC            | -               | -               |                    | -                  |                    |             | -           | -           | 14     | 0      |
| Totale NY MetroStars      | Totale NY MetroStars      | Totale NY MetroStars      | 83         | 4          |                 | 4               | 0               |                    | -                  | -                  | -           | -           | -           | 87     | 4      |
| Totale carriera           | Totale carriera           | Totale carriera           | 128        | 7          |                 | 4               | 0               |                    | -                  | -                  | -           | -           | -           | 132    | 7      |